# LiveLeak
LiveLeak là một website chia sẻ video của Anh có trụ sở chính tại London. Trang web được ra mắt lần đầu vào ngày 31 tháng 10 năm 2006, đổi hướng từ website gây sốc Ogrish.com cùng ngày. LiveLeak là nơi để lưu trữ các đoạn video có thật một cách chân thực về chính trị, chiến tranh và nhiều sự kiện thế giới khác, đồng thời khuyến khích và thúc đẩy văn hóa báo chí công dân.
Vào ngày 7 tháng 5 năm 2021, trang web đã ngừng hoạt động và được chuyển hướng sang một nền tảng mới có tên ItemFix với nội dung tương tự.

## Lịch sử
LiveLeak đã trở nên nổi tiếng lần đầu tiên vào năm 2007 sau khi lưu trữ đoạn video mô tả cảnh hành quyết Saddam Hussein. Điều này đã giúp trang web sau đó được Người phát ngôn Nhà Trắng Tony Snow đề cập đến như là một nơi để xem các đoạn video bị hạn chế hoặc câu chuyện từ những người lính tại ngũ.
Trong ngày 30 tháng 7 năm 2007, chương trình Panorama của BBC đã phát sóng một số để nói về việc các đoạn video mô tả hành vi bạo lực đường phố gây ra bởi những trẻ em ở độ tuổi 11 đã được đăng tải lên nhiều trang web trong đó có bao gồm LiveLeak. Khi bị Panorama truy vấn về việc cho phép lưu trữ những "video cực kỳ bạo lực" này, người đồng sáng lập Hayden Hewitt đã từ chối gỡ bỏ tất cả các video trên, đồng thời cũng nói rõ: "Hãy nhìn xem, tất cả điều này đã xảy ra, đây chính là cuộc sống thực, và những điều này cũng đang diễn ra, vì vậy chúng tôi phải hiển thị nó".
LiveLeak tiếp tục trở thành tâm điểm chú ý vào tháng 3 năm 2008, khi cho đăng tải bộ phim ngắn chống Kinh Qur'an Fitna do chính trị gia người Hà Lan Geert Wilders thực hiện. Fitna đã bị gỡ xuống trong 48 giờ sau đó vì xuất hiện các mối đe dọa cá nhân nguy hiểm nhắm đến Hewitt, đại diện công khai duy nhất của trang web. Bộ phim được đăng lại vào ngày 30 tháng 3 năm 2008 sau khi mọi thứ trở nên bình thường. Tuy nhiên, nó đã sớm bị xóa một lần nữa do khiếu nại về bản quyền.
Vào ngày 24 tháng 3 năm 2014, LiveLeak và Ruptly chính thức công bố quan hệ về đối tác nội dung.
Ngày 19 tháng 8 năm 2014, một đoạn video mô tả cảnh chặt đầu nhà báo Mỹ James Foley đã được đăng tải bởi những kẻ khủng bố Nhà nước Hồi giáo (ISIS) trên YouTube, Facebook và nhiều nền tảng khác. Khi sự việc được Báo cáo Tin tức Hoa Kỳ & Thế giới đưa tin, YouTube và Facebook đã đồng loạt xóa tất cả các nội dung liên quan và đưa ra lệnh cấm, vì vậy đoạn video này sau đó đã được đăng tải lên LiveLeak bởi vì trang web cho phép điều này. Đáp lại hành động trên, Hewitt tuyên bố rằng chính sách của LiveLeak sẽ được cập nhật để cấm tất cả các đoạn video có liên quan tới cảnh chặt đầu do ISIS thực hiện.
Ngày 30 tháng 3 năm 2019, hãng viễn thông Australia Telstra đã chặn truy cập đối với hàng triệu người Úc vào các trang web bao gồm 4chan, 8chan, Voat, Zero Hedge và LiveLeak vì video mô tả Vụ xả súng tại nhà thờ Hồi giáo Christchurch bị lan truyền.
Vào đầu tháng 6 năm 2020, LiveLeak đã tạm thời vô hiệu hóa khả năng đăng nhập của người dùng vào trang web cũng như chỉ đề xuất các video từ nguồn khác, chẳng hạn như YouTube hoặc Dailymotion. Sau ngày 14 tháng 6 năm 2020, người dùng đã có thể đăng nhập vào trang web trở lại và xem các video lưu trữ. Tuy vậy những người không có tài khoản trên LiveLeak sẽ chỉ xem được các video được đề xuất bởi YouTube, Dailymotion và VKontakte.
Ngày 7 tháng 5 năm 2021, LiveLeak chính thức ngừng hoạt động và được chuyển hướng đến một nền tảng mới có tên ItemFix, với nội dung cùng chủ đề nhưng sẽ được kiểm duyệt với các qui định bổ sung một cách gắt gao hơn.